# Барсуки (Монастырщинский район)
Барсуки́ — деревня в Смоленской области России, в Монастырщинском районе. Расположена в западной части области в 14 км к востоку от Монастырщины, у автодороги Монастырщина — Починок (город). Население — 183 жителя (2007 год). Административный центр Барсуковского сельского поселения.